# Егоров, Виктор Павлович
Виктор Павлович Егоров (родился 18 января 1951 года в Старой Руссе) — генерал-лейтенант пограничных войск СССР и РФ, начальник Московского пограничного института ФСБ России в 2000—2003 годах; доктор военных наук, профессор.

## Биография
Уроженец города Старая Русса. Окончил среднюю школу № 1, работал фрезеровщиком на заводе и учился в вечернем техникуме. Поступил в Алма-Атинское высшее командное училище пограничных войск, Военную академию имени М. В. Фрунзе и Военную академию Генерального штаба.
Службу проходил в пограничных войсках КГБ СССР и пограничных войсках России (в том числе в Центральном аппарате Федеральной пограничной службы РФ. Участник войны в Афганистане. В 1985—1989 годах — командир 1-го пограничного отряда КГБ СССР (в/ч 2121, Сортавала), в 1988—1990 годах — командир 102-го пограничного отряда КГБ СССР имени С. М. Кирова (в/ч 2139, Выборг).
С 21 января 1994 года — заместитель начальника Главного штаба Пограничных войск Российской Федерации (начальник управления оперативной и боевой подготовки) в звании полковника. Возглавлял кафедру оперативного искусства в Академии пограничных и сухопутных войск Федеральной пограничной службы России. С октября 2000 года был начальником Московского военного института Федеральной пограничной службы Российской Федерации. Позже — заведующий кафедрой «Документоведение и документационное обеспечение управления» Юридического института МИИТ, автор ряда учебных пособий.
Почетный работник высшего профессионального образования Российской Федерации. Генеральный директор фонда «Наследие митрополита Питирима».